# Репертуарний театр
Репертуарний театр (від англ. repertory theater) — форма організації театральної справи, при якій театр має постійний (або повільно оновлюваний) репертуар.
Репертуарний театр зі своїм будинком («стаціонарний») типовий для України та інших країн Східної Європи, тому в українській мові для позначення такої організації зазвичай застосовують просто слово «театр» без уточнення «репертуарний».
В інших країнах частіше популярніші інші типи театрів (наприклад, такі що повторюють постановку тільки одного спектаклю, поки він приносить гарні касові збори). Для репертуарних театрів характерна наявність постійної трупи, хоча, як і інші театри, вони іноді наймають акторів на конкретні спектаклі.

## Історія
Репертуарні театри вперше з'явилися в Англії в XIX столітті. У 1879 році був створений Шекспірівський меморіальний театр в Стратфорді-на-Ейвоні, в 1891—1897 роках в Лондоні існував «Незалежний театр» (Independent Theatre Society), з 1912 репертуарним став Олд Вік.